# Grilla de Amsler
La Grilla de Amsler, utilizada desde 1945, es una rejilla (o cuadrícula) de líneas verticales y horizontales usada para monitorizar o inspeccionar el campo visual de las personas.
Esta rejilla o cuadrícula fue desarrollada por el oftalmólogo suizo Marc Amsler y se trata de un implemento de diagnóstico que ayuda a la detección de anomalías visuales causadas por alteraciones en la retina, particularmente si se hallan en la mácula (e.j. degeneración macular, membrana epirretiniana), así como en el nervio óptico y las rutas visuales del y al cerebro.

Una grilla de Amsler que es vista por una persona de visión normal.

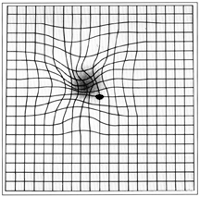
Una grilla de Amsler en el centro visual de una persona que sufre degeneración macular.

En el test, la persona mira con cada ojo por separado (por ejemplo mediante un fino tabique ante los ojos) un pequeño punto ubicado en el centro de la grilla en cuestión. Los pacientes con defectos maculares pueden observar las líneas rectas como onduladas o algunas de tales líneas como desaparecidas (algunas líneas les pueden ser virtualmente invisibles). 
La rejilla original de Amsler era en blanco y negro. Una versión coloreada en azul y en amarillo suele ser más sensible cuando se usa para estudiar una gran variedad de anormalidades de la vista, incluyendo no solo a las partes ya citadas (mácula, retina, nervio óptico) sino , por ejemplo, a la glándula pituitaria.